# Alexander Hill
Alexander Hill (conocido como Alex Hill; Berri, 11 de marzo de 1993) es un deportista australiano que compite en remo.
Participó en dos Juegos Olímpicos de Verano, obteniendo dos medallas en la prueba de cuatro sin timonel, plata en Río de Janeiro 2016 y oro en Tokio 2020. Ganó tres medallas en el Campeonato Mundial de Remo entre los años 2015 y 2018.
En 2022 fue condecorado con la Medalla de la Orden de Australia (OAM).

## Palmarés internacional
| Juegos Olímpicos   | Juegos Olímpicos          | Juegos Olímpicos | Juegos Olímpicos   |
| Año                | Lugar                     | Medalla          | Prueba             |
| ------------------ | ------------------------- | ---------------- | ------------------ |
| 2016               | Río de Janeiro (Brasil)   | Medalla de plata | Cuatro sin timonel |
| 2020               | Tokio (Japón)             | Medalla de oro   | Cuatro sin timonel |
| Campeonato Mundial |                           |                  |                    |
| Año                | Lugar                     | Medalla          | Prueba             |
| 2015               | Aiguebelette (Francia)    | Medalla de plata | Cuatro sin timonel |
| 2017               | Sarasota (Estados Unidos) | Medalla de oro   | Cuatro sin timonel |
| 2018               | Plovdiv (Bulgaria)        | Medalla de oro   | Cuatro sin timonel |